# ネオン・ネオン
ネオン・ネオン(Neon Neon)は、イギリスのエレクトロニック・ミュージック・バンド。
電子音を多く用いたダンサブルなシンセポップ的楽曲が特徴。ラップからヒップホップ、 ニュー・ウェイヴ、サイケデリック・ロックまで、多様なジャンルの音楽を横断する。
バンドの正体は、ウェールズのバンド、スーパー・ファーリー・アニマルズのフロントマンであるグリフ・リースが、ロサンゼルスを拠点に活動するヒップホップ・プロデューサー/DJであるブーム・ビップと興したサイド・プロジェクトである。
2008年にリリースされたファーストアルバム『ステンレス・スタイル』は、スパンク・ロックなどの多彩なゲストを招いて製作され、同年のマーキュリー・プライズにノミネートされるなど高い評価を受けた。同年のフジ・ロック・フェスティバルにも出演。

## ディスコグラフィー

### アルバム
- ステンレス・スタイル - Stainless Style 2008年

### シングル
- "Trick For Treat" (2007)
- "Raquel" (2007)
- "I Lust U" (2008)
- "I Told Her On Aldernaan/Trick For Treat" (2008)